# 埃特維爾 (密蘇里州)
埃特維爾（英語：Etterville）是位於美國密蘇里州米勒縣的非建制地區。

## 歷史
埃特維爾的郵局於1904年設立，其後於2000年停運。

## 地理
埃特維爾所處的海拔為高於海平面269米（即883英呎），而該地所採用的時區為UTC-6，即北美中部時區（CST）。同時該地設有夏令時間，為UTC-6調快一小時，即UTC-5（CDT）。